# Блатна на Острву
Блатна на Острву (слч. Blatná na Ostrove, мађ. Sárosfa) насељено је мјесто са административним статусом сеоске општине (слч. obec) у округу Дунајска Стреда, у Трнавском крају, Словачка Република.

## Становништво
| Година:    | 1994. | 2004.   | 2014.   | 2024.    |
| ---------- | ----- | ------- | ------- | -------- |
| Број људи: | 792   | 828     | 854     | 994      |
| Разлика:   |       | +4,54 % | +3,14 % | +16,39 % |

| Година:    | 2023. | 2024.   |
| ---------- | ----- | ------- |
| Број људи: | 1003  | 994     |
| Разлика:   |       | -0,89 % |

Према подацима о броју становника из 2011. године насеље је имало 878 становника.